# Byrranga
Byrranga (rusky Горы Бырранга) je pohoří v Rusku na poloostrově Tajmyr v Krasnojarském kraji. Pohoří je součástí Velké Arktické Státní Přírodní Rezervace, největší přírodní rezervace v Rusku. Celá oblast je odlehlá, s téměř žádným obyvatelstvem a přístup do ní je velice obtížný kvůli chybějícím silnicím a osadám.

## Geografie, geologie
Délka pohoří Byrranga je 1 100 km. Tvoří oblouk jdoucí přibližně od jihozápadu k severovýchodu. Nejvyšší hora Lednikovaja se nachází na východě a její nadmořská výška je 1 146 m n. m., průměrná výška pohoří se však pohybuje okolo 500 m n. m. Jsou zde hluboké kaňony a rokle, ve vyšších polohách jsou především v severních částech ledovce. Zaledněno je celkem 30 km² území. Prekambrijní pohoří je tvořeno ze slitovce rozrušeného do kamenů, podloží má neutrální pH. Jsou zde však také rozsáhlé obnažené vápencové útvary. Pohoří je pokryto kamennou arktickou tundrou. Při jižním úpatí je velké Tajmyrské jezero. Pohoří Byrranga bylo poprvé prozkoumáno v roce 1736, je to jedno z nejpozději prozkoumaných míst v Arktidě. Klima je kontinentální a kruté, v zimě s častými bouřemi.